# Campionatul Mondial de Atletism din 2022 - 4 x 400 m (mixt)
Proba de ștafetă 4x400 de metri mixt de la Campionatul Mondial de Atletism din 2022 a avut loc pe 15 iulie 2022 pe Hayward Field din Eugene, SUA.

## Timpul de calificare
Timpul standard pentru calificare a fost stabilit la prezența în primele 12 echipe la World Relays 2021, alte 4 echipe urmând a fi admise ulterior.

## Program
Ora este ora SUA (UTC-7) 
| Data     | Oră   | Etapă      |
| -------- | ----- | ---------- |
| 15 iulie | 11:45 | Calificări |
| 15 iulie | 19:50 | Finala     |

## Rezultate

### Calificări
Primele trei echipe din fiecare serie s-au calificat în finală (C), alături de alte două echipe cu cel mai bun timp.
| Loc | Serie | Țară                       | Atleți                                                                            | Timp    | Note  |
| --- | ----- | -------------------------- | --------------------------------------------------------------------------------- | ------- | ----- |
| 1   | 1     | Statele Unite ale Americii | Elija Godwin, Kennedy Simon, Vernon Norwood, Wadeline Jonathas                    | 3:11,75 | C     |
| 2   | 1     | Țările de Jos              | Liemarvin Bonevacia, Lieke Klaver, Tony van Diepen, Eveline Saalberg              | 3:12,63 | C, SB |
| 3   | 2     | Republica Dominicană       | Lidio Andrés Feliz, Fiordaliza Cofil, Alexander Ogando, Marileidy Paulino         | 3:13,22 | C, SB |
| 4   | 1     | Polonia                    | Kajetan Duszyński, Iga Baumgart-Witan, Karol Zalewski, Justyna Święty-Ersetic     | 3:13,70 | C, SB |
| 5   | 2     | Irlanda                    | Christopher O'Donnell, Sophie Becker, Jack Raftery, Rhasidat Adeleke              | 3:13,88 | C, SB |
| 6   | 1     | Italia                     | Lorenzo Benati, Ayomide Folorunso, Brayan Lopez, Alice Mangione                   | 3:13,89 | c, SB |
| 7   | 2     | Jamaica                    | Demish Gaye, Roneisha McGregor, Karayme Bartley, Tiffany James                    | 3:13,95 | C, SB |
| 8   | 1     | Nigeria                    | Samson Nathaniel, Patience Okon George, Dubem Amene, Imaobong Uko                 | 3:14,59 | c, SB |
| 9   | 1     | Marea Britanie             | Joseph Brier, Zoey Clark, Alex Haydock-Wilson, Laviai Nielsen                     | 3:14,75 | SB    |
| 10  | 1     | Belgia                     | Alexander Doom, Camille Laus, Christian Iguacel, Helena Ponette                   | 3:16,01 | SB    |
| 11  | 2     | Spania                     | Iñaki Cañal, Sara Gallego, Óscar Husillos, Eva Santidrián                         | 3:16,14 | SB    |
| 12  | 2     | Germania                   | Patrick Schneider, Corinna Schwab, Marvin Schlegel, Alica Schmidt                 | 3:16,80 | SB    |
| 13  | 1     | Japonia                    | Yuki Joseph Nakajima, Nanako Matsumoto, Ryuki Iwasaki, Mayu Kobayashi             | 3:17,31 | SB    |
| 14  | 2     | Brazilia                   | Douglas Hernandes Mendes, Tiffani Marinho, Vitor Hugo de Miranda, Tabata Vitorino | 3:18,19 | SB    |
| 15  | 2     | Bahamas                    | Bradley Dormeus, Megan Moss, Alonzo Russell, Doneisha Anderson                    | 3:19,73 | SB    |
| 16  | 2     | Africa de Sud              |                                                                                   |         | NS    |

### Finala
| Loc | Țară                       | Atleți                                                                       | Timp    | Note |
| --- | -------------------------- | ---------------------------------------------------------------------------- | ------- | ---- |
| 1   | Republica Dominicană       | Lidio Andrés Feliz, Marileidy Paulino, Alexander Ogando, Fiordaliza Cofil    | 3:09,82 |      |
| 2   | Țările de Jos              | Liemarvin Bonevacia, Lieke Klaver, Tony van Diepen, Femke Bol                | 3:09,90 | RN   |
| 3   | Statele Unite ale Americii | Elija Godwin, Allyson Felix, Vernon Norwood, Kennedy Simon                   | 3:10,16 | SB   |
| 4   | Polonia                    | Karol Zalewski, Justyna Święty-Ersetic, Kajetan Duszyński, Natalia Kaczmarek | 3:12,31 | SB   |
| 5   | Jamaica                    | Demish Gaye, Tiffany James, Karayme Bartley, Stacey Ann Williams             | 3:12,71 | SB   |
| 6   | Nigeria                    | Samson Nathaniel, Imaobong Uko, Dubem Amene, Patience Okon George            | 3:16,21 |      |
| 7   | Italia                     | Lorenzo Benati, Ayomide Folorunso, Brayan Lopez, Alice Mangione              | 3:16,45 |      |
| 8   | Irlanda                    | Christopher O'Donnell, Sophie Becker, Jack Raftery, Sharlene Mawdsley        | 3:16,86 |      |